# Anciennes familles de Belgique
Anciennes familles de Belgique, recueil  LXI de l'OGHB, est un ouvrage qui présente l’origine de quelque 2 000 familles belges subsistantes, sans distinction sociale. Pour chacune d’entre elles, il a été tenté de remonter le plus loin possible dans le temps.

## Index
Pour la liste chronologique de familles belges par date d'existence prouvée voir :

### Autre recueil de l'OGHB
- Armorial héraldique vivante